# 宝船 (たばこ)
宝船(たからぶね)とは柘製作所が発売している煙管用刻みたばこ。

## 概要
パイプや喫煙器具、タバコなどを製造販売している柘製作所が2011年3月1日より販売している煙管用刻みたばこである。製造国はドイツ及びラオス。
葉の配合割合はヴァージニアが70％、バーレーが19％、サンキュアード・バーレーが7％、オリエントが4％のアメリカンブレンドとなっている。そのためアメリカンブレンド系の紙巻たばこに慣れた喫煙者には同じ煙管用タバコで在来種の葉を使用したこいきに比べ違和感が少なく吸いやすいタバコと言える。香料などは使用していない。
刻み幅はこいきと同じく約0.1mmとはなっているもののこいきと比べると全体的に太めで刻み幅のバラつきも大きい。
そのためこいきよりも乾燥しにくく湿度管理にあまり気を回さなくても良いという面もある。（こいきは極めて細かいため乾燥しやすく、乾燥すると細さも相まって丸める時に粉になりやすく味もかなり辛くなる為ある程度の湿度管理が必要となる）

## パッケージ
パッケージは一般的な手巻用のタバコと同じくパウチ包装である。容量は20g、価格は580円とグラム当たりの価格はこいきより安価な設定となっている。
パッケージデザインの意匠は橘右之吉で、宝船に見えるロゴは逆さにすると宝の異体字の「寳」となっている。